# Скорпіон (срібна монета)
«Скорпіо́н» — пам'ятна срібна монета номіналом 5 гривень, випущена Національним банком України, присвячена сузір'ю Скорпіона.
Монету введено в обіг 17 грудня 2007 року. Вона належить до серії «Знаки зодіаку».

## Опис монети та характеристики
| Номінал грн. | Метал            | Маса, г       | Діаметр, мм | Якість виготовлення | Гурт     | Тираж, штук |
| ------------ | ---------------- | ------------- | ----------- | ------------------- | -------- | ----------- |
| 5            | срібло 925 проби | 15,55 / 16,81 | 33,0        | пруф                | рифлений | 15 000      |

### Аверс
На аверсі монети в центрі круга розміщено стилізоване зображення сонця, ліворуч, праворуч, а також угорі й унизу від якого — чотири освітлені ним кулі, що символізують пори року. Ліворуч від круга — малий Державний Герб України, праворуч — рік карбування монети «2007», позначення металу, його проби «Ag 925», маса в чистоті — 15,55; по колу монети — написи: «НАЦІОНАЛЬНИЙ БАНК УКРАЇНИ» (угорі), «5 ГРИВЕНЬ» (унизу), а також — логотип Монетного двору Національного банку України.

### Реверс

Знак Скорпіона

На реверсі монети розміщено стилізоване зображення скорпіона в оточенні зірок, ліворуч від якого — обриси сузір'я, унизу — символ знака зодіаку, праворуч — стилізований напис «СУЗІР'Я»/ «СКОРПІОНА».

## Автори
- Художники: Таран Володимир, Харук Олександр, Харук Сергій.
- Скульптори: Дем'яненко Анатолій, Дем'яненко Володимир.

## Вартість монети
Ціна монети — 390 гривень була вказана на сайті Національного банку України в 2012 році.
Фактична приблизна вартість монети, з роками змінювалася так:
| Рік        | 2010 | 2011 | 2012 | 2013 | 2014 | 2015 | 2016 | 2017 | 2018 | 2019 | 2020 | 2021 | 2022  | 2023  | 2024  | 2025  |
| ---------- | ---- | ---- | ---- | ---- | ---- | ---- | ---- | ---- | ---- | ---- | ---- | ---- | ----- | ----- | ----- | ----- |
| Ціна, грн. | 270  | 330  | 420  | 450  | 566  | 450  | 500  | 620  | 650  | 610  | 730  | 950  | 1 400 | 2 200 | 2 050 | 3 000 |